# Мазендеранцы
Мазендеранцы или мазандеранцы (маз. مازرونی مردمون) — иранский народ, живущий на территории исторической области Мазендеран (прикаспийский Иран), в IX—XII веках известной как Табаристан. Горы Эльбурс образуют южную границу расселения мазендеранцев.

## Население
Оценки численности мазендеранцев колеблются от трёх до четырёх миллионов (по состоянию на 2006 год). Большинство мазендеранцев исповедуют ислам шиитского толка.
Большинство мазендеранцев живут на юго-восточном побережье Каспийского моря. Их традиционными родами занятий служат земледелие и рыболовство. Мазендеранцы имеют тесные связи с соседними гилянцами, а также с кавказскими народами (например, осетинами, грузинами, армянами и азербайджанцами).
Занимаются земледелием (рис, пшеница), которое в прибрежных районах сочетается с рыболовством, а в горах — со скотоводством. В горных районах полуоседлое население сохраняет некоторые пережитки племенного быта (крупнейшие племена — гадикулахи и палани).

## Язык

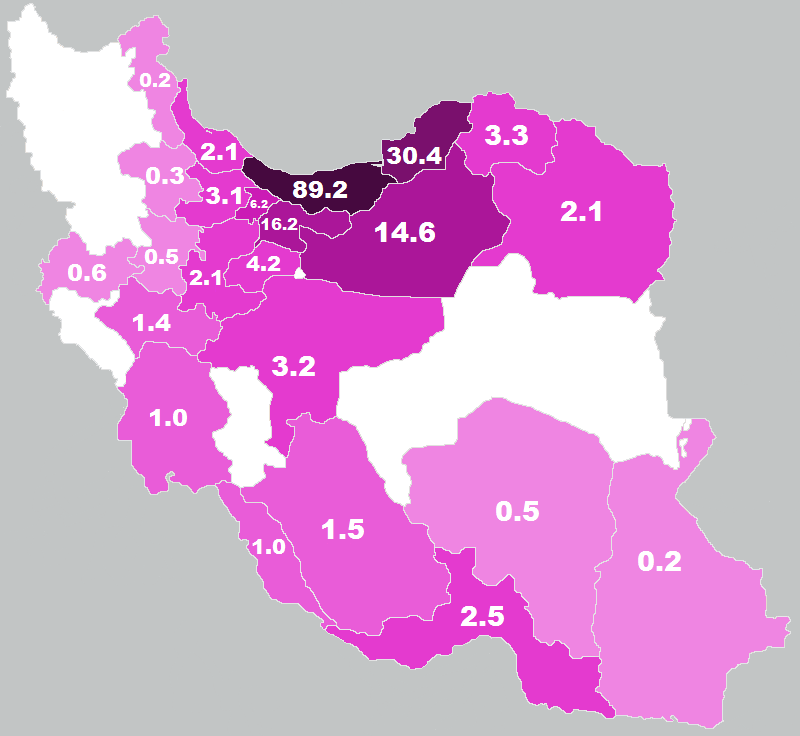
Распространение мазандеранского языка в Иране (отмечены проценты говорящих на нём по останам)

Мазандеранский язык — иранский язык северо-западной ветви, на котором говорят мазендеранцы, большинство которых также свободно говорят по-персидски. Гилянский и мазандеранский языки (но не другие иранские языки) имеют определённые типологические особенности, присущие и кавказским языкам.
С ростом грамотности и средств массовой информации различие между мазендеранским и другими иранскими языками постепенно исчезнет. Мазандеранский наиболее близок гилянскому языку, с которыми они имеют схожую лексику. Оба языка в большей степени сохраняют систему склонения существительных, характерную для более древних иранских языков, чем персидский. По некоторым данным мазендеранский язык имеет различные субдиалекты, носители которых хорошо различают их.

## Генетика

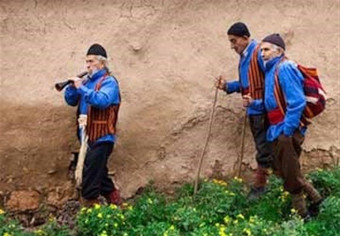
Мазендеранцы

Мазендеранцы и близкородственные им гилянцы населяют южнокаспийский регион Ирана и говорят на языках, принадлежащих к северо-западной ветви иранских языков. Существует гипотеза, что их предки пришли из Кавказского региона, возможно, вытеснив более раннюю группу в Южном Каспии. Лингвистические данные подтверждают этот сценарий, поскольку гилянский и мазендеранский языки (но не другие иранские языки) имеют определённые типологические особенности с кавказскими языками.

## Ассимилированное население Мазендерана
В эпоху Сефевидов, Афшаридов и Каджаров Мазендаран был заселён большим количеством грузин, черкесов, армян и других народов Кавказа, потомки которых до сих пор живут по всему Мазендарану. Многие города, сёла и кварталы в Мазандаране носят в них название «Горджи» (то есть грузинский), хотя большинство грузин ассимилировано в основной массе мазендеранцев: они продолжают сохранять грузинское сознание. История грузинского поселения описана Искандером Мунши, автором труда по истории XVII века «История украшателя мира Аббаса». Кроме того, иностранцы, например Жан Шарден и Пьетро делла Валле, писали о своих встречах с грузинскими, черкесскими и армянскими мазендеранцами.